# شهريار صديق أفشار
شهريار صديق أفشار (بالفارسية: شهریار صديق افشار) مواليد سنة 1971 في إيران هو فيزيائي أمريكي من أصول إيرانية. عرف أفشار بتجربته الشهيرة والتي تدعى بتجربة أفشار في جامعة هارفارد في سنة 2004 اراد أفشار في تجربته هذه ان يبرهن وجود تناقض بين في مبدأ التكامل بميكانيكا الكم. وأفشار يعمل أستاذاً زائراً في قسم الفيزياء، والفلك بجامعة روان بولاية نيوجرسي.